# Chivor
Chivor is een gemeente in het Colombiaanse departement Boyacá. De gemeente telt 2126 inwoners (2005).